# Roppongi 3K
Roppongi 3K (a veces conocido como Roppongi 3000 o RPG3K) fue un tag team de lucha libre profesional que trabajaba para la New Japan Pro-Wrestling. El equipo estaba compuesto por Sho,  Yoh & Rocky Romero (Mánager). Los dos se unieron como equipo, cuando NJPW los envió juntos en una excursión de aprendizaje en el extranjero en enero de 2016, primero a la promoción del Consejo Mundial de Lucha Libre (CMLL) y luego a los Estados Unidos, donde trabajaron principalmente para Ring of Honor (ROH) como The Tempura Boyz. El equipo se disolvió el 16 de agosto de 2021 durante el torneo Super Junior Tag League, luego de que Sho atacará a Yoh después de haber sufrido tres derrotas consecutivas.
Dentro de sus logros, está el haber sido tres veces Campeones Peso Pesado Junior en Parejas de la IWGP. Además fueron los  ganadores del Super Junior Tag Tournament en dos ocasiones (2017 y 2018).

## Historia

### New Japan Pro-Wrestlng (2013-2015)
Tanto Sho Tanaka como Yohei Komatsu ingresaron al dojo de New Japan Pro-Wrestling (NJPW) en febrero de 2012 e hicieron su debut para la promoción el siguiente noviembre, finalmente comenzaron una rivalidad entre ellos. Tanaka y Komatsu lucharon juntos su primer combate en parejas el 3 de marzo de 2013, pero no comenzaron a formar equipos regularmente hasta septiembre de 2015, tras la conclusión de una serie de luchas individuales entre los dos. El 6 de enero de 2016, NJPW anunció que Tanaka y Komatsu abandonarían la promoción a fin de mes para una excursión de aprendizaje en el extranjero a la empresa mexicana, Consejo Mundial de Lucha Libre (CMLL).
NJPW había enviado previamente novatos como Hiromu Takahashi (Kamaitachi) y Kyosuke Mikami (Namajague) a CMLL. Tanaka y Komatsu, sin embargo, fueron los primeros novatos enviados como equipo desde No Limit (Tetsuya Naito y Yujiro Takahashi) en 2009. Lucharon sus combates de despedida de NJPW como equipo en los seis shows en la siguiente gira de FantasticaManía.

### México (2015-2016)
CMLL dio los dos nuevos nombres a Komatsu como "Fujin" y Tanaka "Raijin", en honor a los dioses japoneses del viento y el trueno. En la promoción mexicana, Fujin y Raijin estuvieron bajo la guía de Okumura, un veterano de 12 años en la lucha mexicana, y Kamaitachi, el novato anterior de NJPW enviado a CMLL, con los cuatro formando una nueva versión de La Ola Amarilla. Fujin y Raijin debutaron con CMLL el 2 de febrero en Guadalajara, y debutaron en la Arena México cinco días después. Durante su tiempo en México, Tanaka y Komatsu también trabajaron para otras promociones locales, incluyendo Desastre Total Ultraviolento (DTU) y Liga Elite.
Tanaka y Komatsu permanecieron en México hasta septiembre de 2016, cuando se mudaron a los Estados Unidos, donde comenzaron a trabajar como "The Tempura Boyz".

### Ring of Honor (2016-2017)
Trabajaron especialmente para la promoción Ring of Honor (ROH), donde desafiaron sin éxito el Campeonato Mundial de Parejas de ROH y el Campeonato Mundial en Parejas de Seis Hombres de ROH.

### Regreso a la NJPW (2017-2021)
El 16 de septiembre de 2017, en el evento de Destruction in Hiroshima de NJPW , el equipo Roppongi Vice de Beretta y Rocky Romero tuvieron su último combate juntos antes de separarse amistosamente. Más tarde ese mismo espectáculo, Romero enfrentó a los Campeones Peso Pesado Junior en Parejas de la IWGP Ricochet y Ryusuke Taguchi, y le dijo a Taguchi que él no era el único entrenador en el juego y que traía un equipo más grande y más rápido que ellos, doblando al nuevo equipo "Roppongi 3K". Este nombre proviene de la afirmación de Romero de que Roppongi 3K era 3000 veces mejor que Roppongi Vice. Posteriormente, mientras se confirmaba que Roppongi 3K era el próximo rival de Ricochet y Taguchi, las identidades de los dos luchadores se mantuvieron en secreto.
El 9 de octubre en King of Pro-Wrestling, Roppongi 3K se reveló como el regreso de Tanaka y Komatsu, llamados "Sho" y "Yoh", que derrotaron a Ricochet y Taguchi para convertirse en los nuevos Campeones Peso Pesado Junior en Parejas de la IWGP.  A través de su afiliación con Romero, Sho y Yoh también se convirtieron en parte del stable Chaos. El 4 de enero de 2018, Roppongi 3K perdió el Campeonato Peso Pesado Junior en Parejas de la IWGP contra The Young Bucks (Matt Jackson y Nick Jackson) en Wrestle Kingdom 12.

## En lucha

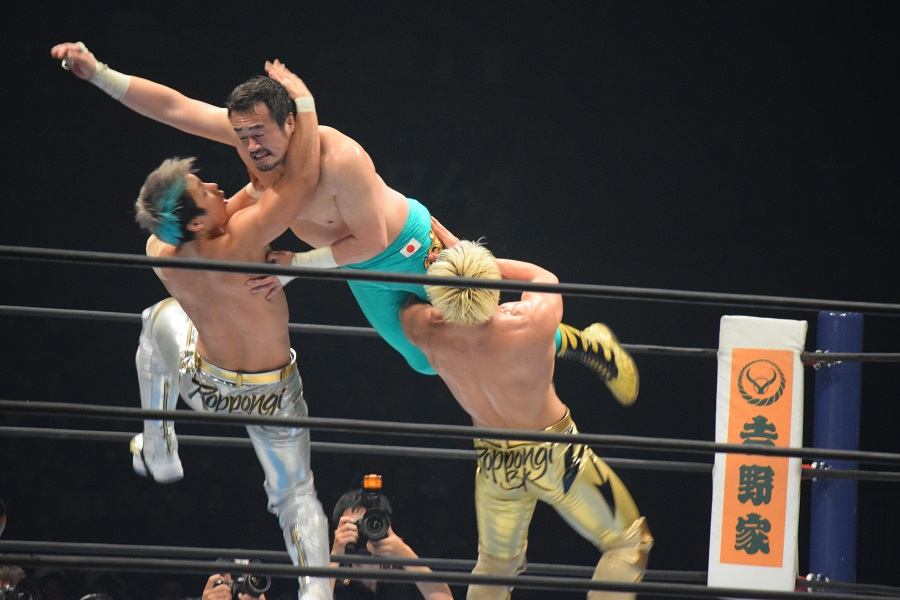
Roppongi 3K aplicándoles un 3K a Ryusuke Taguchi

- Movimientos finales en equipo
  - 3K[10] (Flapjack (Sho) / Complete Shot (Yoh) combination)[11][12]
- Managers
  - Rocky Romero[13]

## Campeonatos y logros
- New Japan Pro Wrestling/NJPW
  - IWGP Junior Heavyweight Tag Team Championship (4 veces)
  - Super Jr. Tag Tournament  (2017, 2018 y 2019)